# Shangnan
Shangnan är ett härad som lyder under Shangluos stad på prefekturnivå i Shaanxi-provinsen i nordvästra Kina. Det ligger omkring 200 kilometer sydost om provinshuvudstaden Xi'an.
1. ↑  http://www.geohive.com/cntry/CN-61_ext.aspx